# عکاسی ماکرو

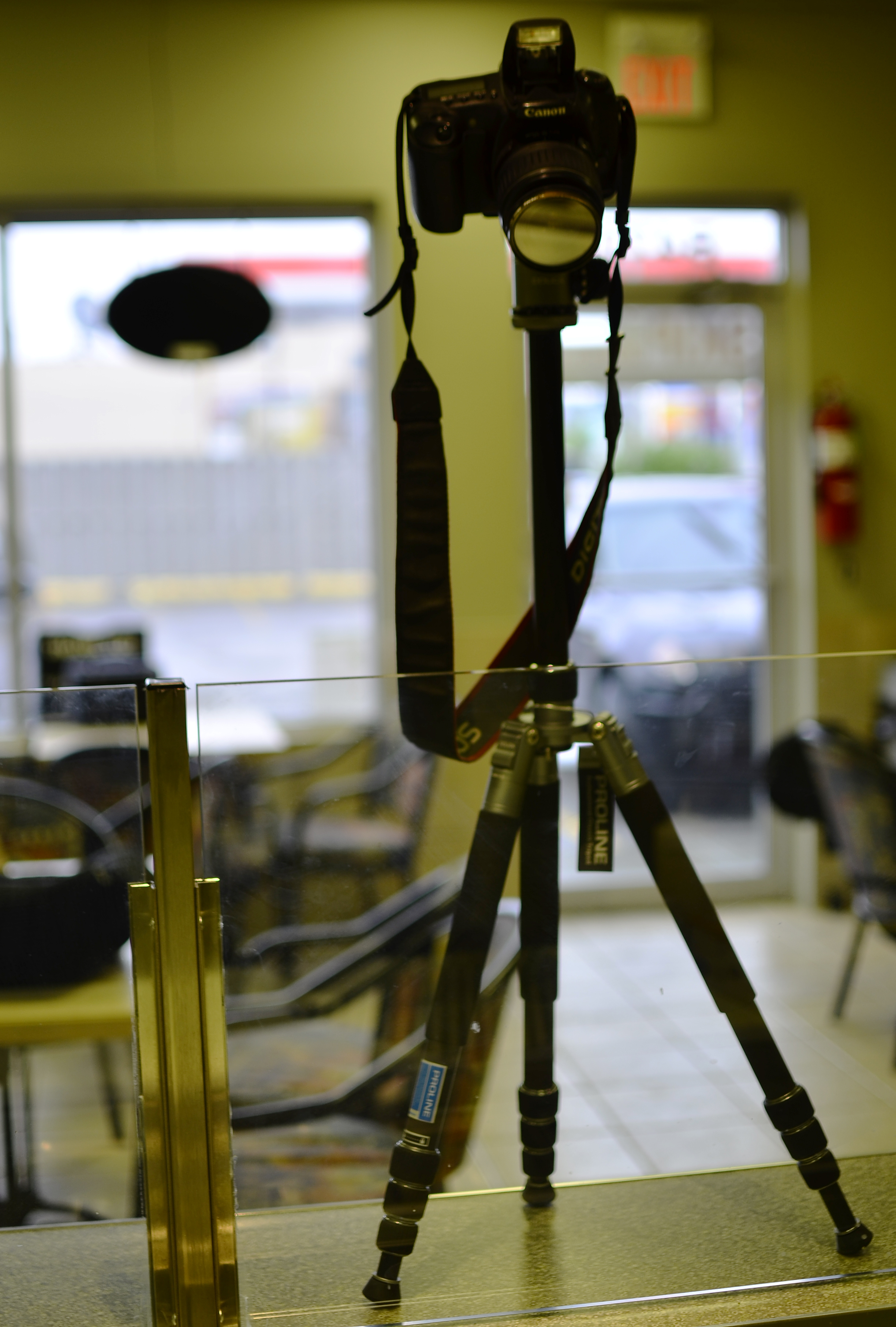
عکاسی از غذا با لنز ماکرو.

عکاسی ماکرو یا تصویر‌برداری ماکرو نوعی عکاسی از نمای نزدیک، به‌طور معمول از سوژه‌های کوچک است. به‌طور کلاسیک سوژه موجود در یک تصویر ماکرو بزرگ‌تر از اندازه آن در طبیعت بر روی نگاتیو بوده‌است. به هر شکل امروزه تصویر‌برداری ماکرو، تهیه تصویر از سوژه در ابعاد بزرگتر و واضح‌تر از آن چیزی است که در حیات دیده می‌شود.
عکاسی از اشیاء ریز در فاصله نسبتا دورتر را کلوزآپ تعریف می‌کنند.
معمولا لنزها و تجهیزات لازم برای عکاسی ماکرو امکان نزدیک شدن به سوژه تا فاصله یک سانتیمتر را فراهمی می‌کنند. ولی لنزهای کلوزآپ از فاصله مثلا ۵۰ سانتیمتری نمای بسیار بسته را ثبت می‌کنند. این تفاوت را در انتخاب ابزار باید در نظر گرفت که بستگی به سوژه دارد. مثلا برای عکاسی از یک پروانه که بر روی یک گل نشسته نمی‌توان از فاصله ۱ سانتیمتری عکاسی نمود .
اخیرا در ساخت دوربین‌های تلفن همراه شرکت‌های سامسونگ ، اپل و...از فناوری لنز ماکرو استفاده شده است.

## تکنیک لنز وارونه
حلقه‌ی وارونه یک قطعه‌ی فلزی است که در یک سمت آن شیارهایی برای قرار گرفتن در دوربین تعبیه شده و در طرف دیگر آن شیارهای اتصال لنز قرار دارد. حلقه‌ی وارونه به شما این امکان را می‌دهد تا یک لنز زوم یا ثابت را به صورت وارونه به دوربین خود وصل کنید و از این طریق تمام قدرت بزرگنمایی آن را در دست بگیرید.

## تکینک فوکوس استکینگ
در تکنیک فوکوس استکینگ شما چندین عکس با نقطه فوکس متفاوت از یک جسم میگیرید و در نرم افزار لایت روم یا فتوشاپ آنها را روی هم قرار می‌دهید. به این ترتیب یک عکس ماکرو در اختیار دارید که تمام نقاط آن فوکوس شده است.
از این تکنیک برای عکاسی از محصولاتی مانند ساعت مچی، جواهرات و عکاسی از حشرات استفاده می‌شود.

## لنز ماکرو

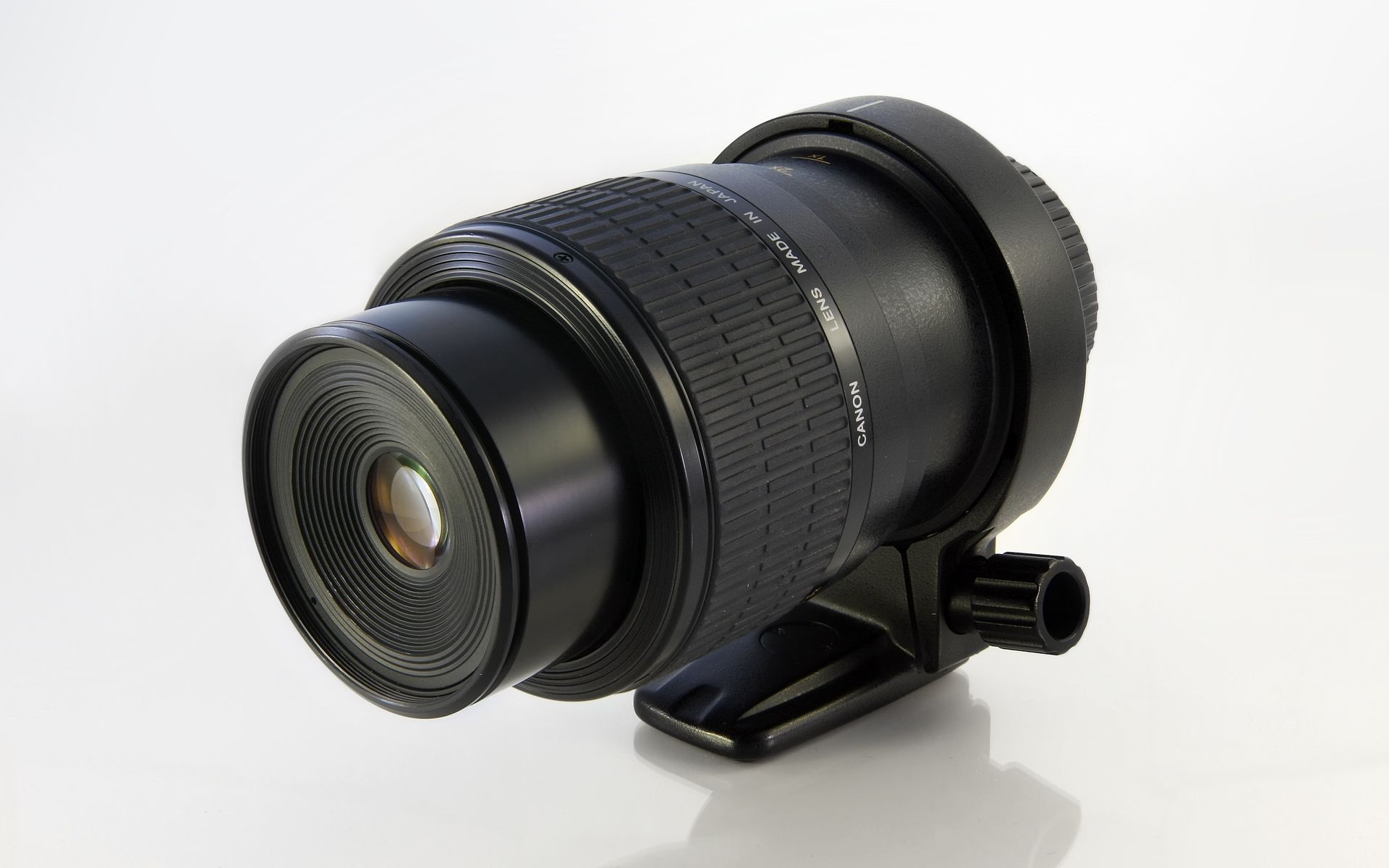
یک لنز ماکرو ۶۵ میلیمتری شرکت کانن

لنز ماکرو لنزی است که علاوه برداشتن همهٔ مشخصات لنزهای معمولی، امکان فوکوس کردن در فاصله‌های کم و قابلیت بزرگنمایی اشیا که برای عکاسی ماکرو لازم است را نیز دارد.
این لنزها بزرگنمایی برابر با اندازه واقعی سوژه در فاصلهٔ خاصی ایجاد می‌کنند. از این لنزها جهت عکسبرداری از اشیای کوچکی که قصد بزرگنمایی آنها باشد یا موجوداتی همچون حشرات که امکان نزدیک شدن به آنها نیست، استفاده می‌شود.

#### سایر تجهیزات مهم در ماکرو گرافی
در کنار لنز های مخصوصی که برای اینکار ساخته می‌شوند شما نیاز دارید تا دیگر ابزار ها نظیر سه پایه دوربین با ارتفاع و هد مناسب را تهیه کنید تا دوربین را در یک جای ثابت و عاری از لرزش قرار دهید تا عکاسی شارپ را بیندازید. 
تجهیزات نورپردازی نیز از اهمیت بالایی برخودار هستند شما می توانید از نور های فلاش های اکسترنال و یا نور های ثابت مانند رینگ لایت بهره ببرید. در واقع خرید یک رینگ لایت با کیفیت نور خوب و شدت متناسب می‌تواند شما را در این سبک و دیگر سبک ها بسیار یاری دهد. 

## روش های ماکروگرافی
ماکروگرافی یا عکاسی از سوژه‌های بسیار ریز، به روش‌های مختلفی قابل انجام است. برخی از رایج‌ترین روش‌ها عبارتند از: 
- استفاده از لنز ماکرو: این لنزها به طور خاص برای عکاسی از سوژه‌های نزدیک طراحی شده‌اند و امکان بزرگنمایی بسیار بالا و فوکوس در فاصله بسیار نزدیک را فراهم می‌کنند.
- استفاده از لنزهای تاشو: لنزهای تاشو مانند لنزهای اینووویژه و فریزر، قابلیت فوکوس در فاصله بسیار نزدیک با عمق میدان مناسب را دارند و برای عکاسی ماکرو بسیار کاربردی هستند.
- استفاده از فیلتر کلوزآپ یا دیوپتر: این فیلترها بر روی لنزهای معمولی نصب می‌شوند و باعث افزایش قدرت بزرگنمایی و امکان فوکوس در فاصله نزدیک‌تر می‌شوند.
- استفاده از گسترش‌دهنده‌ها: گسترش‌دهنده‌ها یا رابط‌ها، قطعاتی هستند که بین لنز و دوربین قرار می‌گیرند و با افزایش فاصله کانونی مؤثر، امکان بزرگنمایی بیشتر را فراهم می‌کنند. گسترش‌دهنده‌های لوله‌ای رایج‌ترین نوع آن‌ها هستند و هرچه طول آن‌ها بیشتر باشد، بزرگنمایی نیز بیشتر خواهد بود.

در مجموع، انتخاب روش مناسب برای ماکروگرافی به عوامل مختلفی مانند نوع دوربین، لنز موجود، بودجه و نوع سوژه مورد نظر بستگی دارد.

## نگارخانه

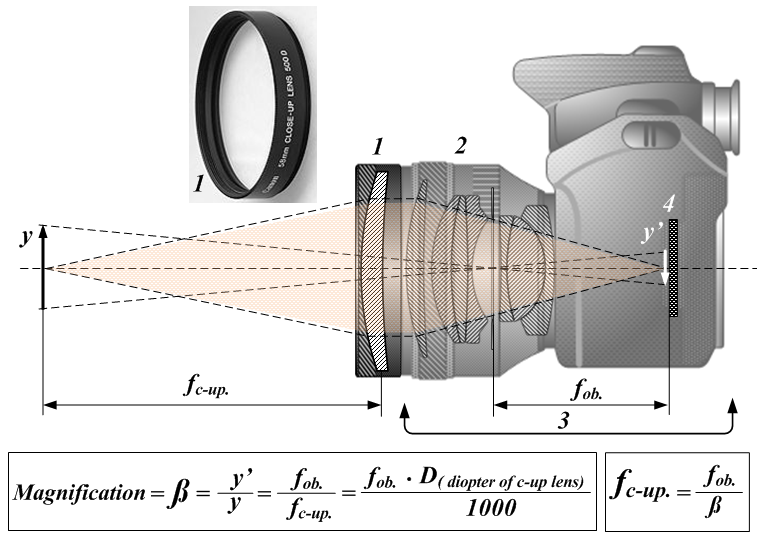
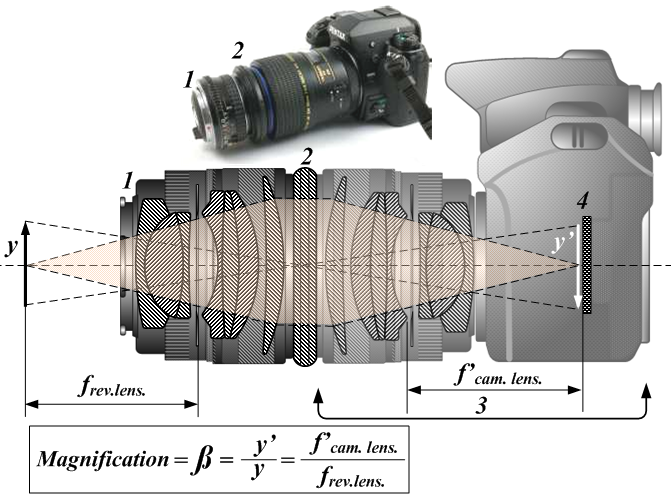
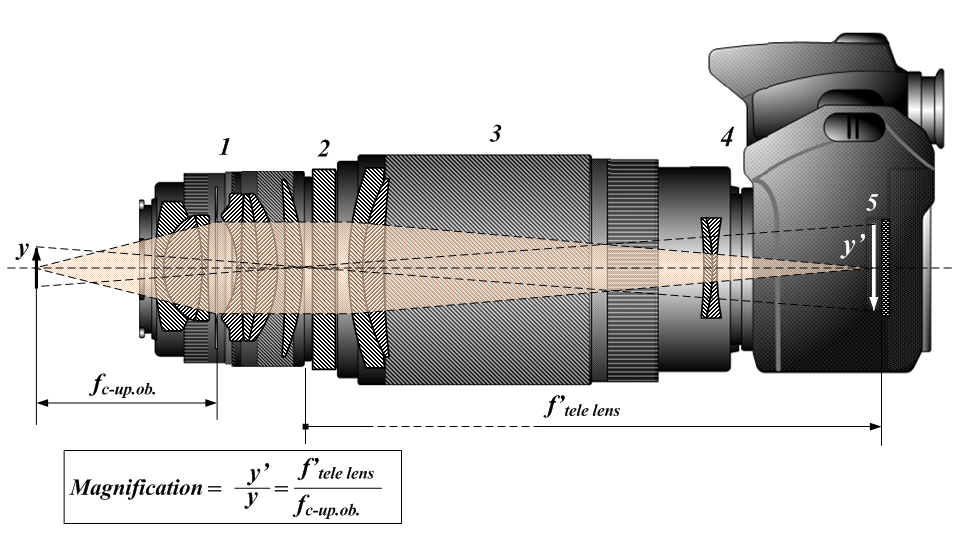
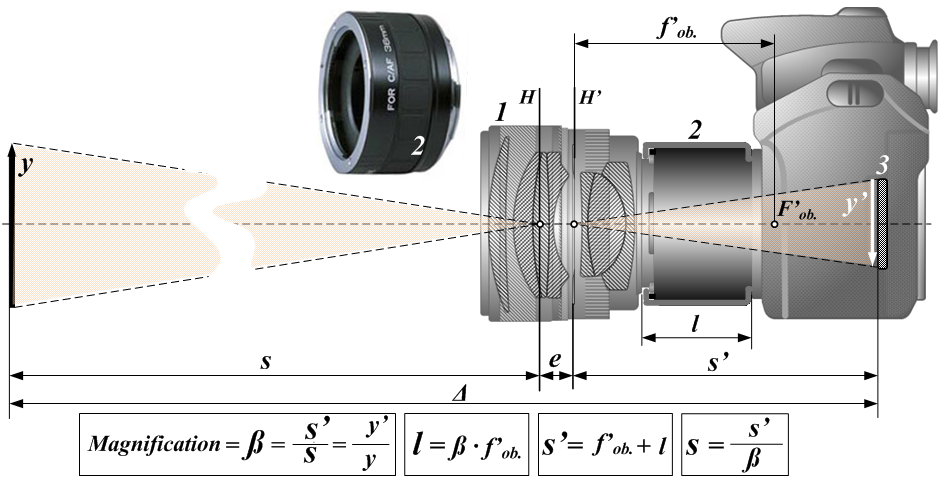
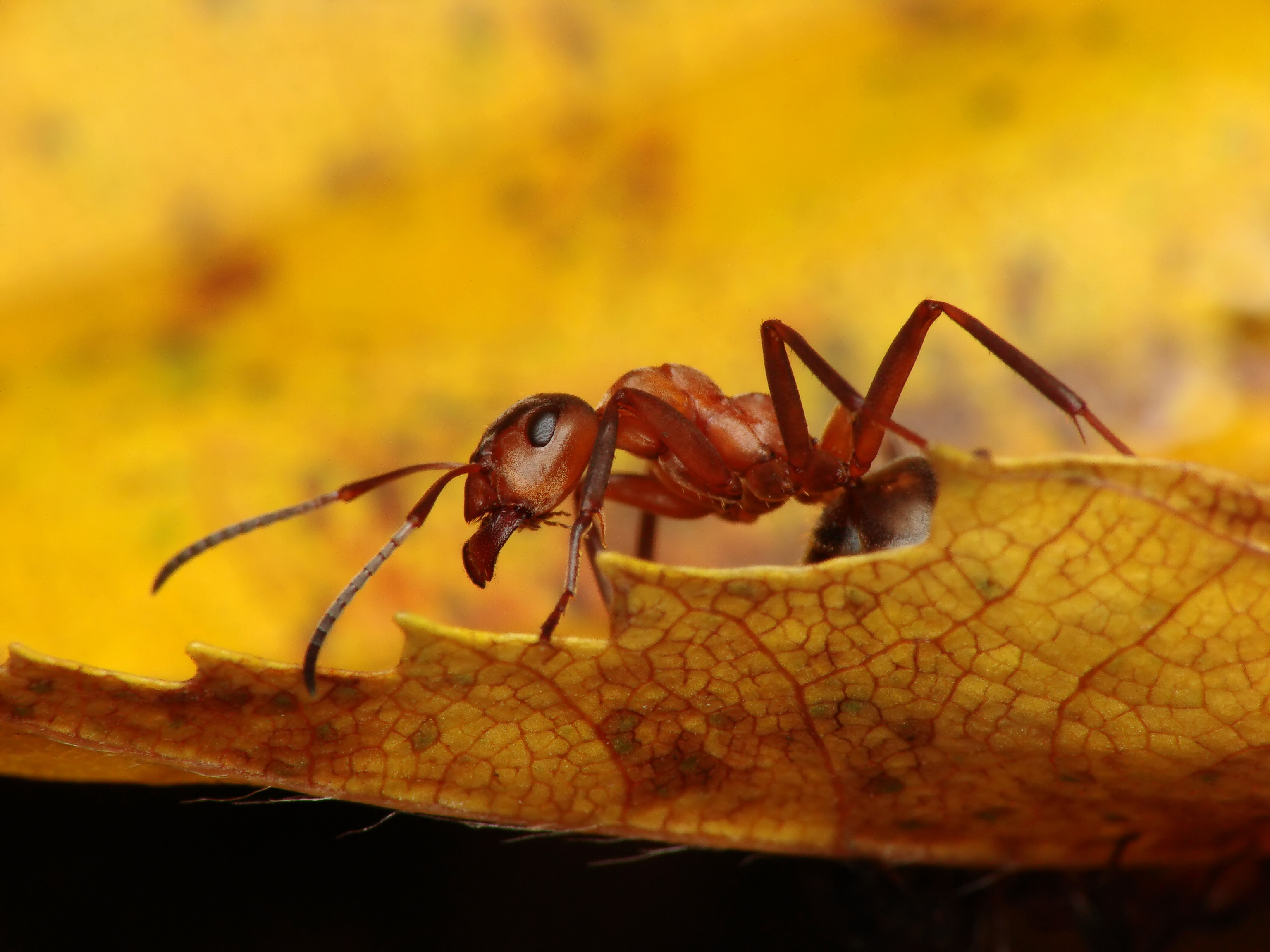
عکاسی ماکرو
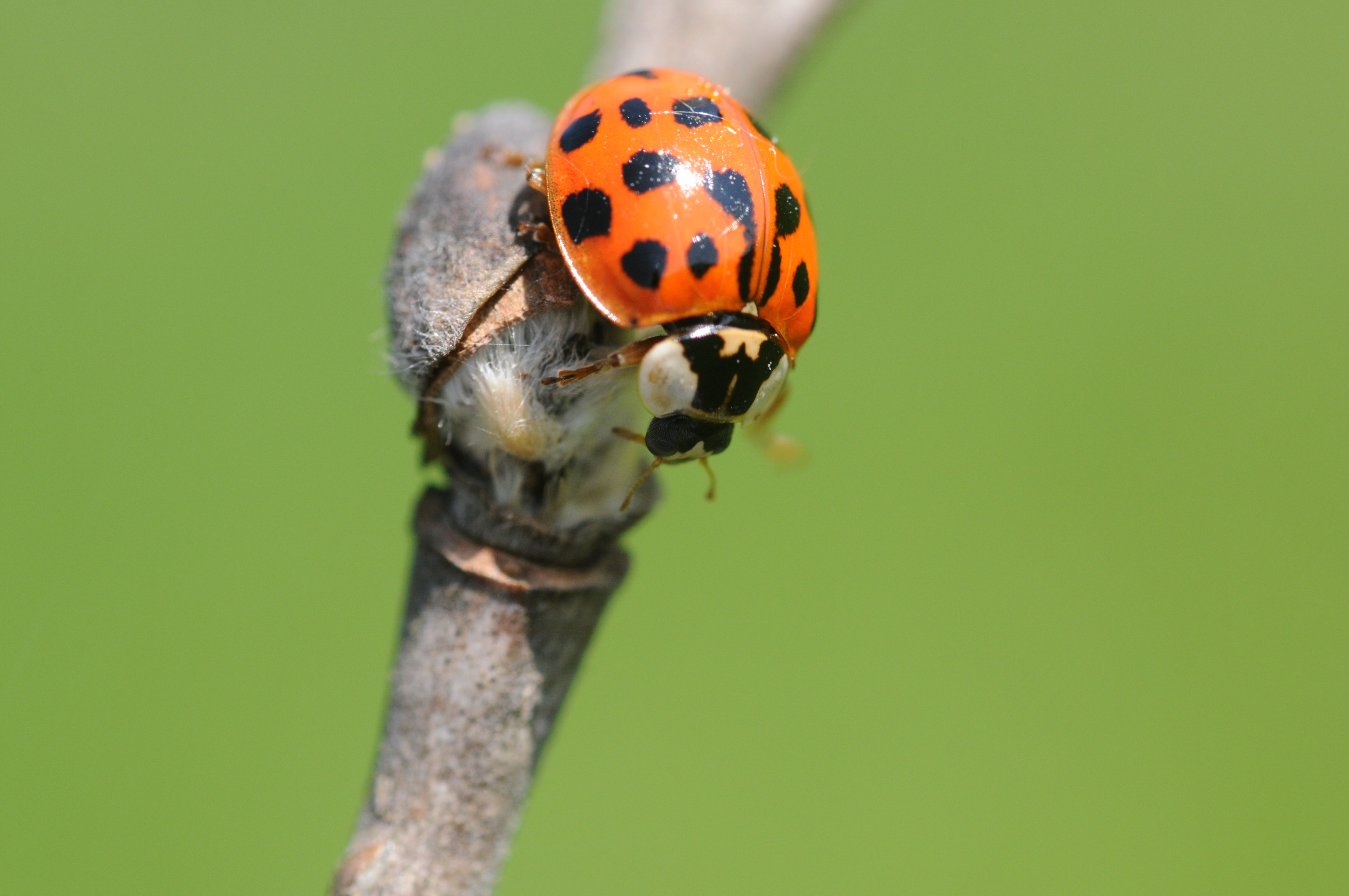
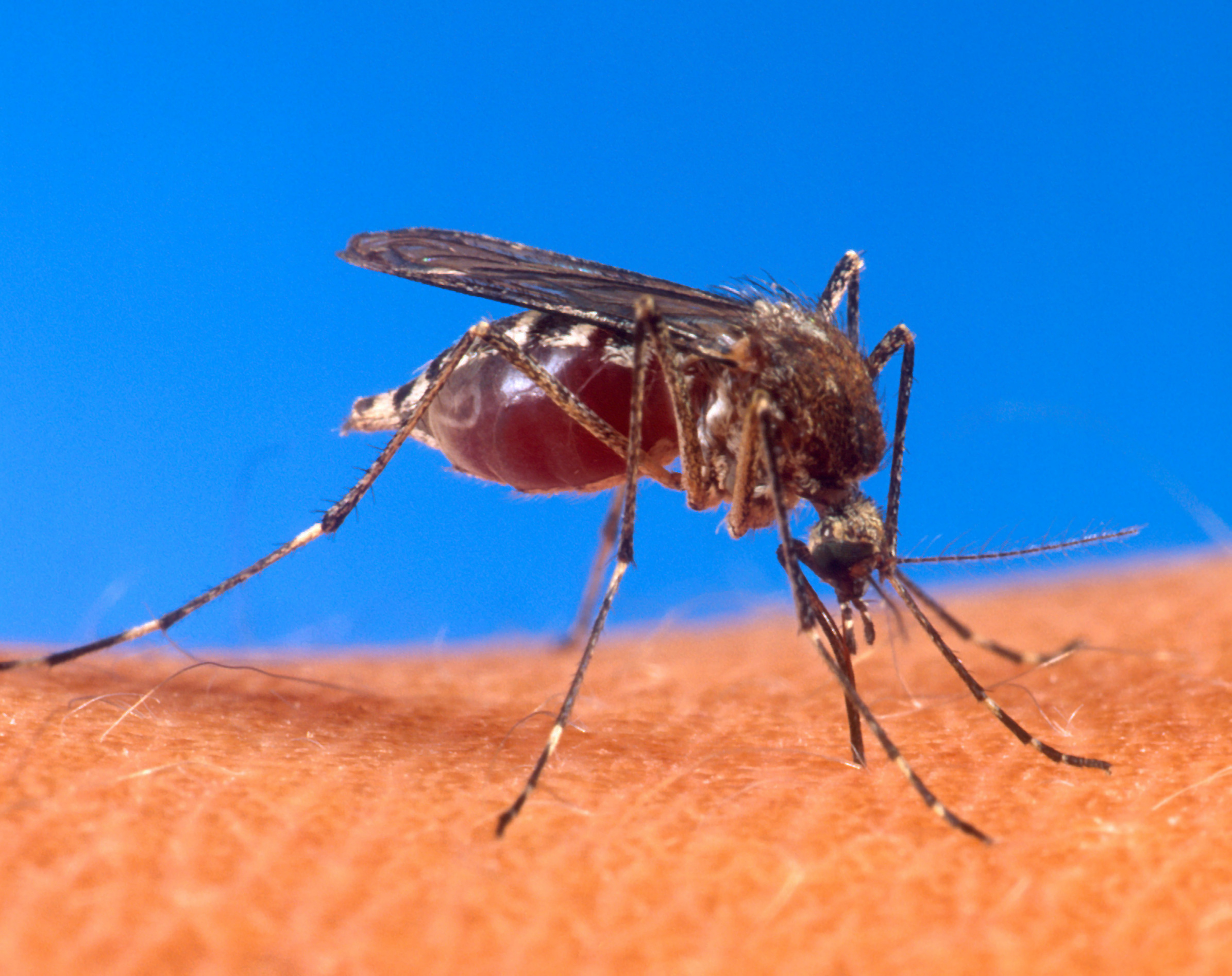
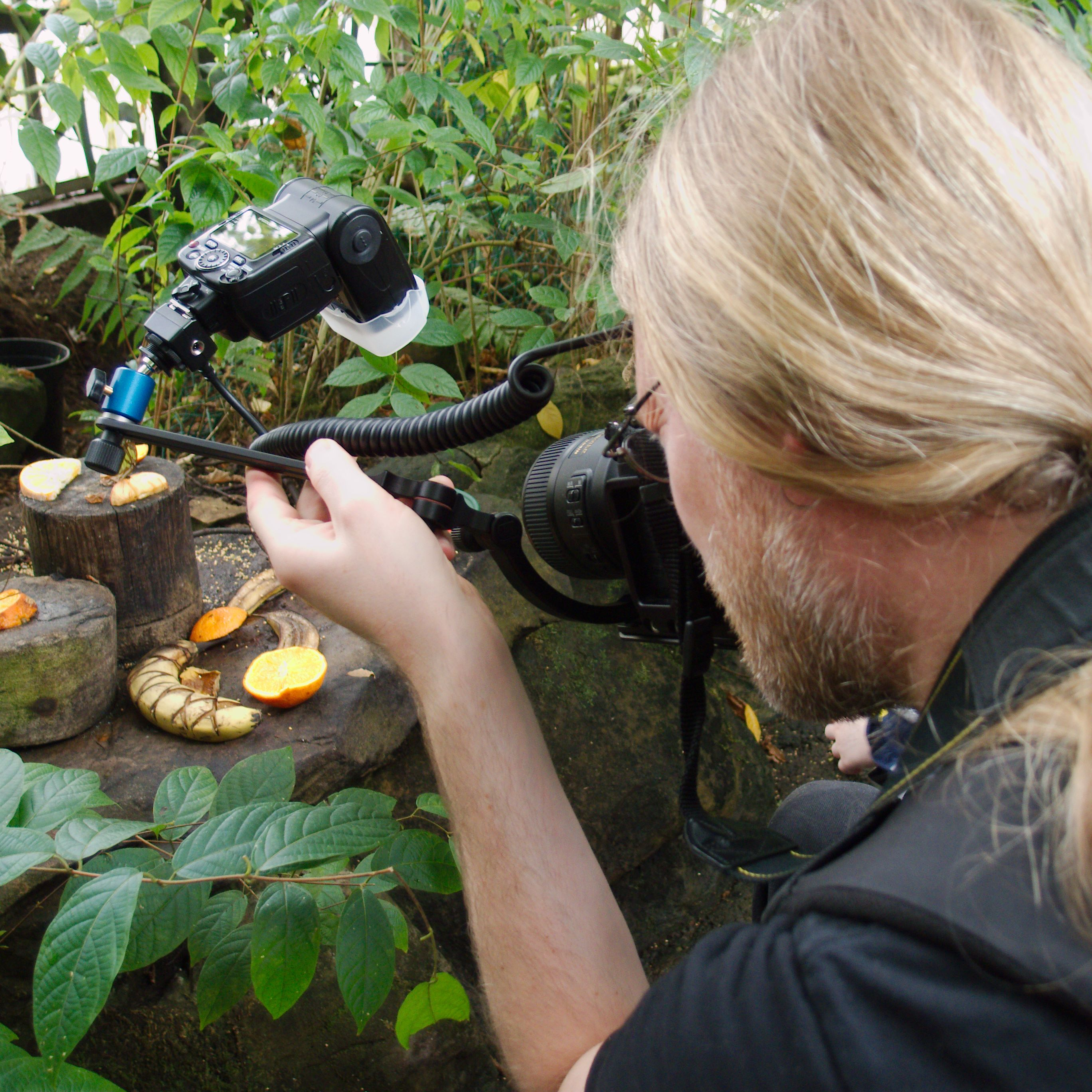
عکاسی ماکرو با تجهیزات ویژه
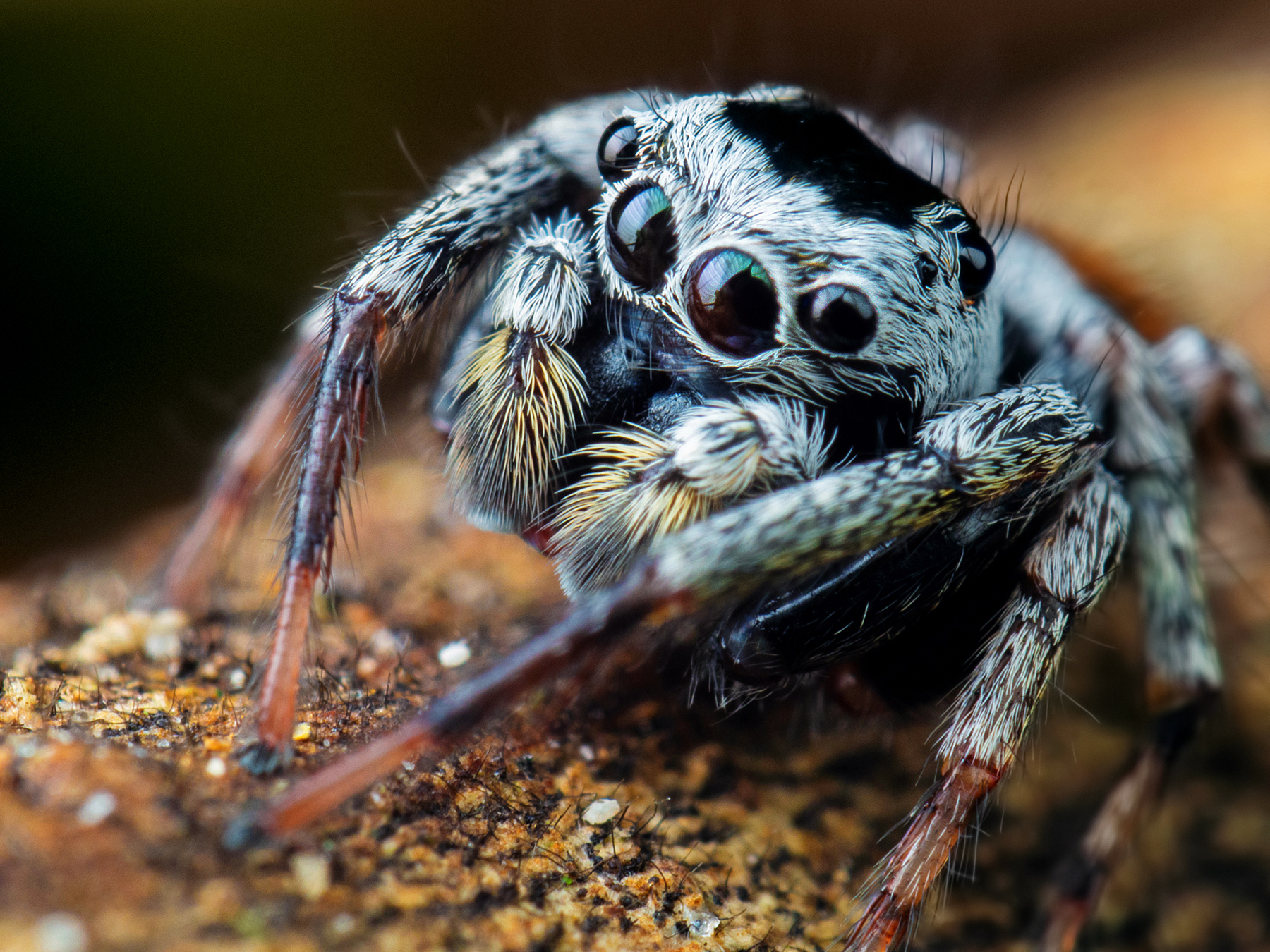
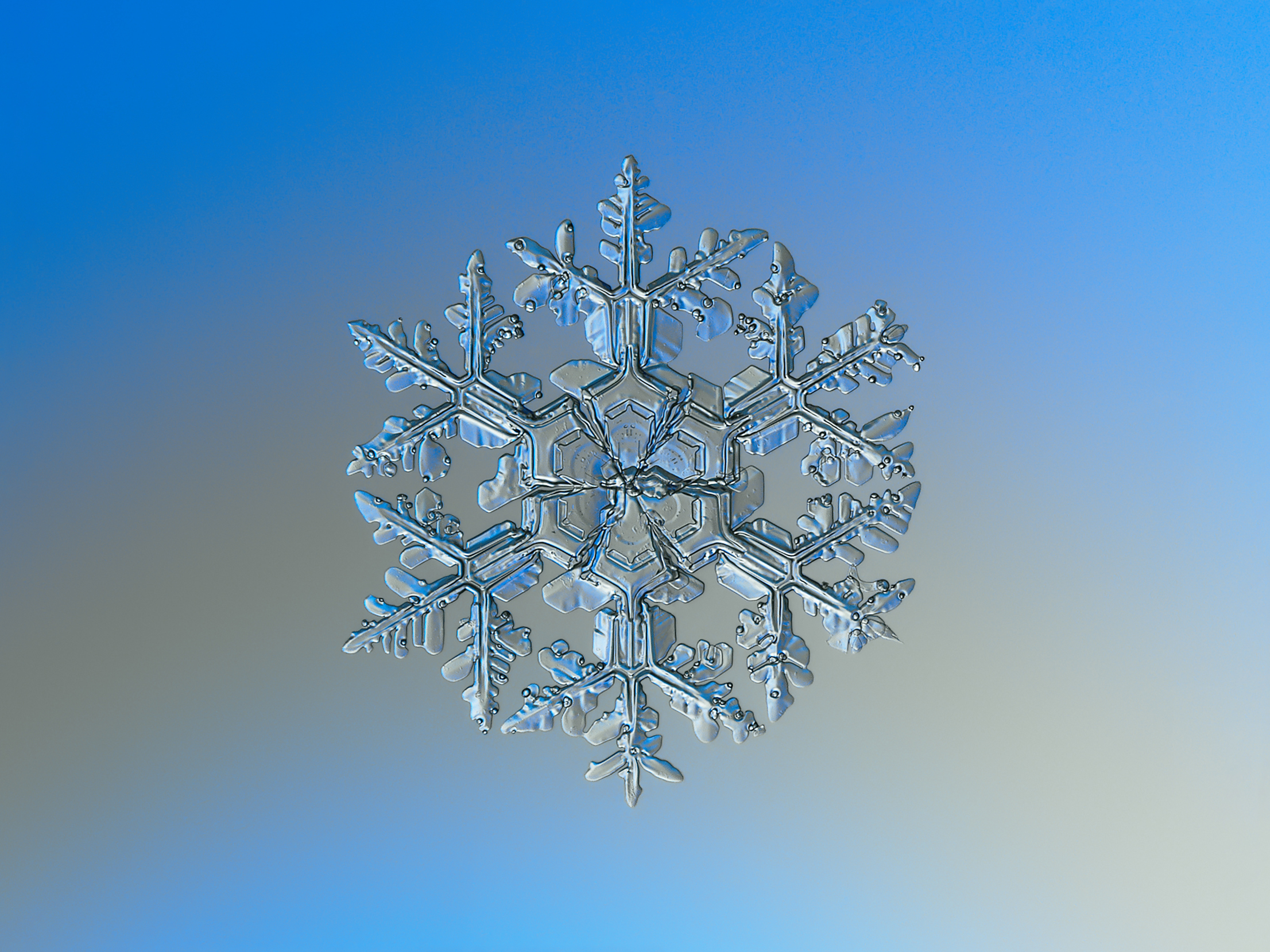
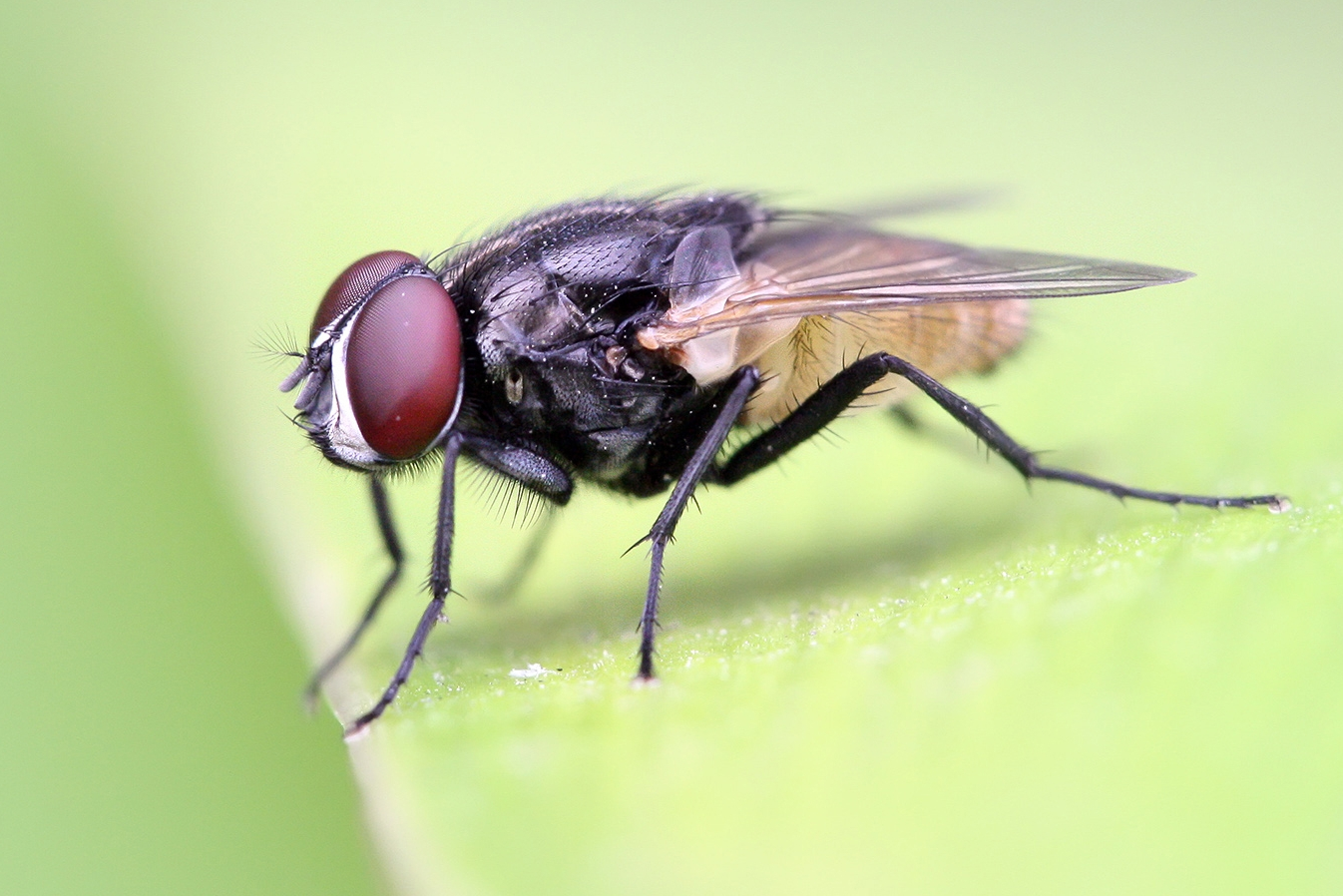
نگاره‌ای ثبت‌شده با استفاده از لنز ماکرو از یک مگس.
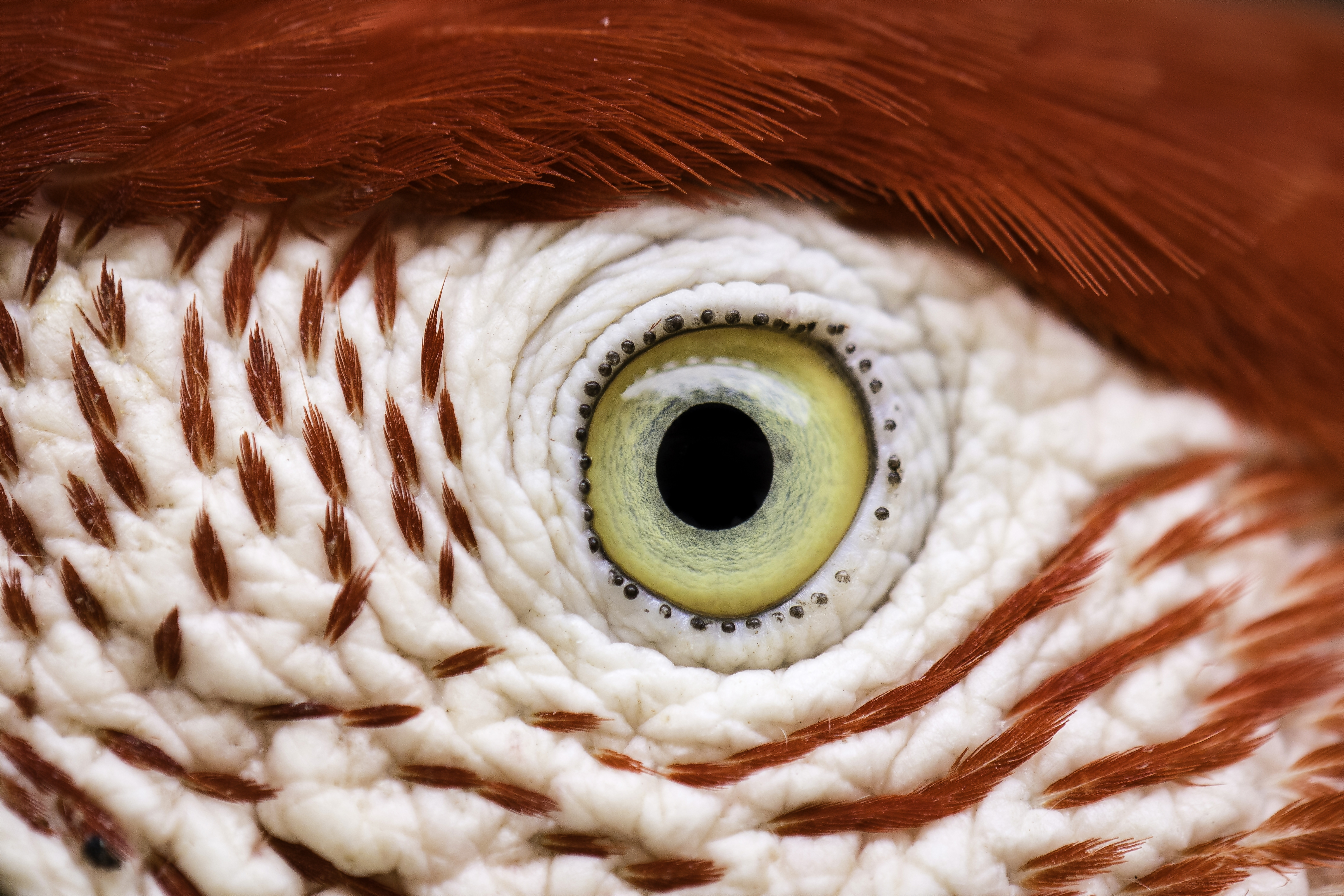
نگاره‌ای ثبت‌شده با استفاده از لنز ماکرو از چشم یک مکائو بال‌سبز.
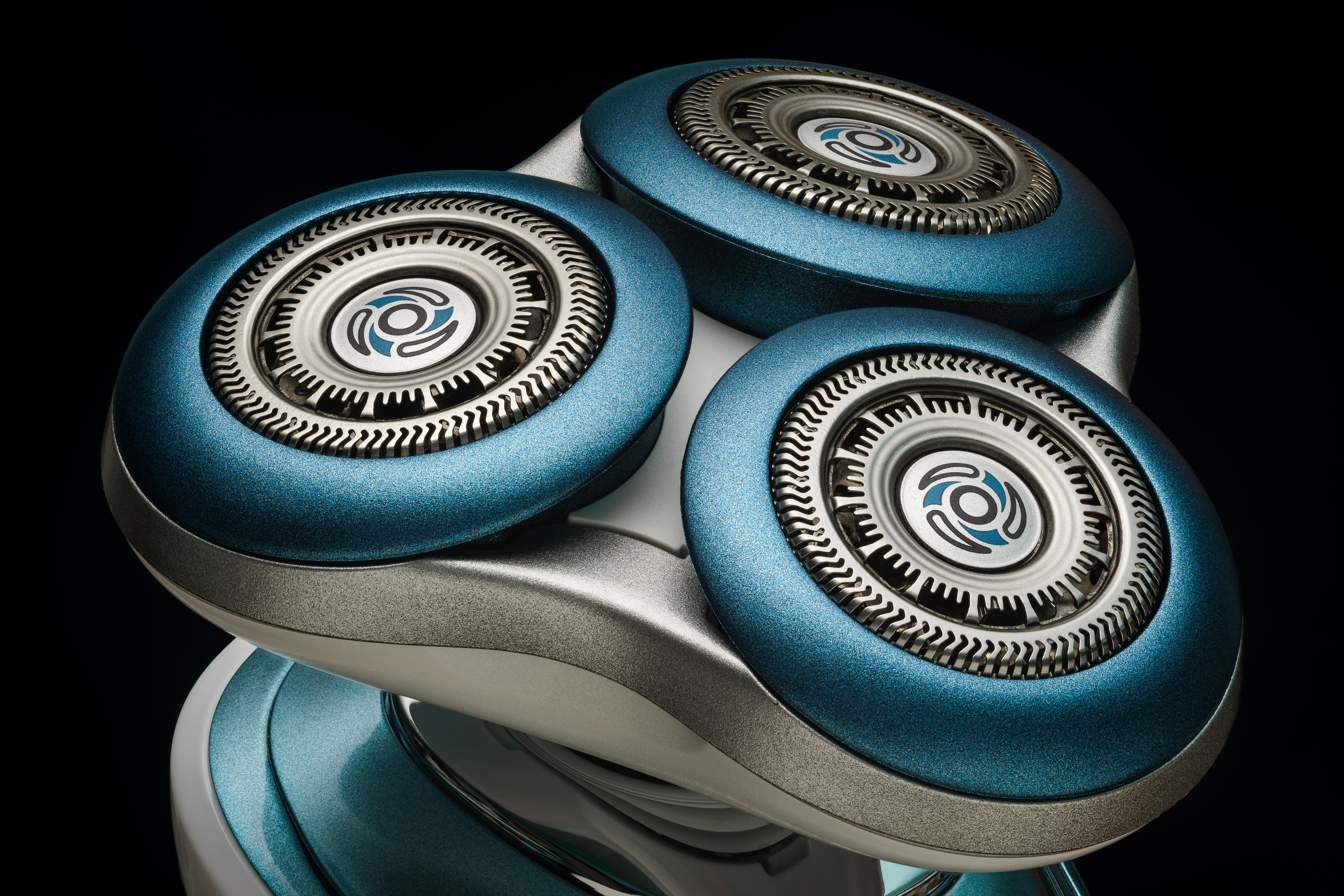
تصویر یک ماشین اصلاح که به روش فوکوس استکینگ گرفته شده است.
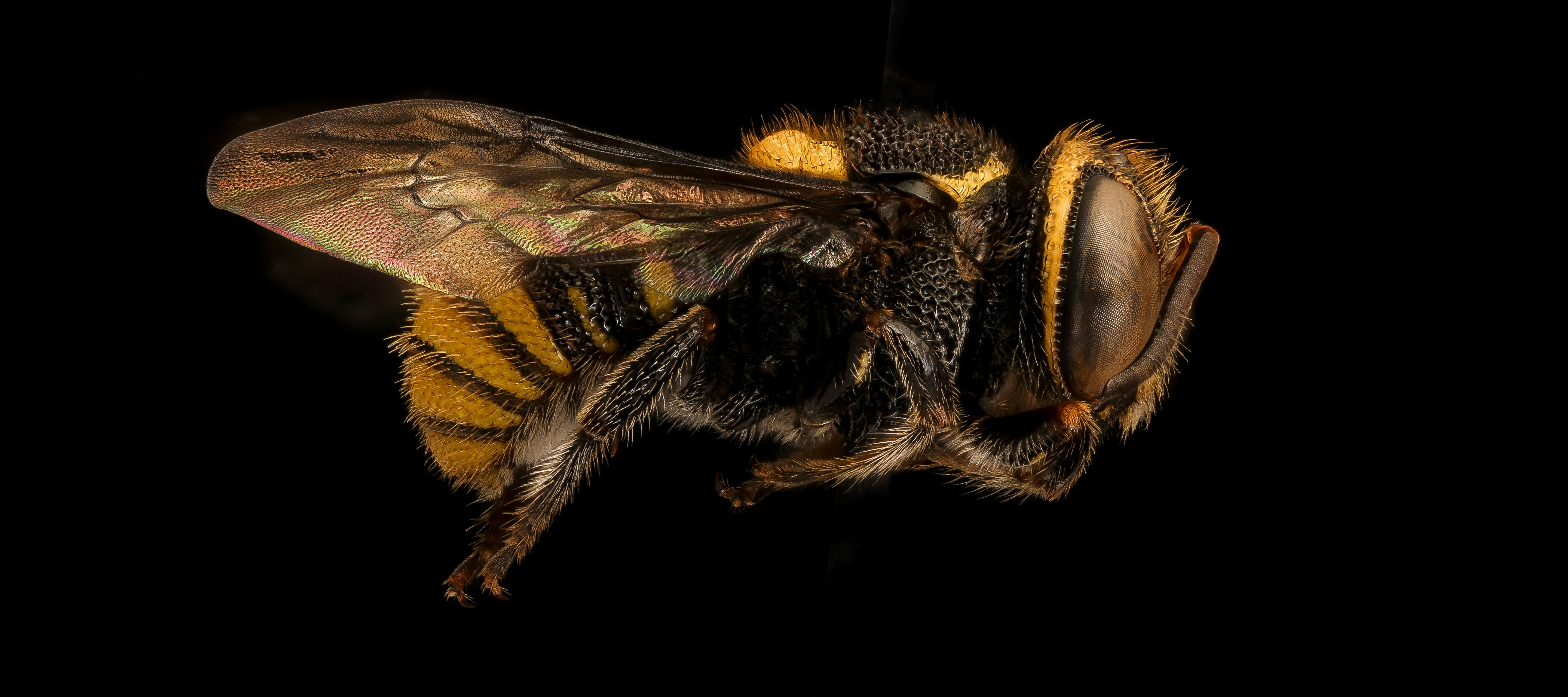
نگاره‌ای از یک زنبور کوچک که توسط لنز ماکرو در کاستاریکا ثبت شده‌است.
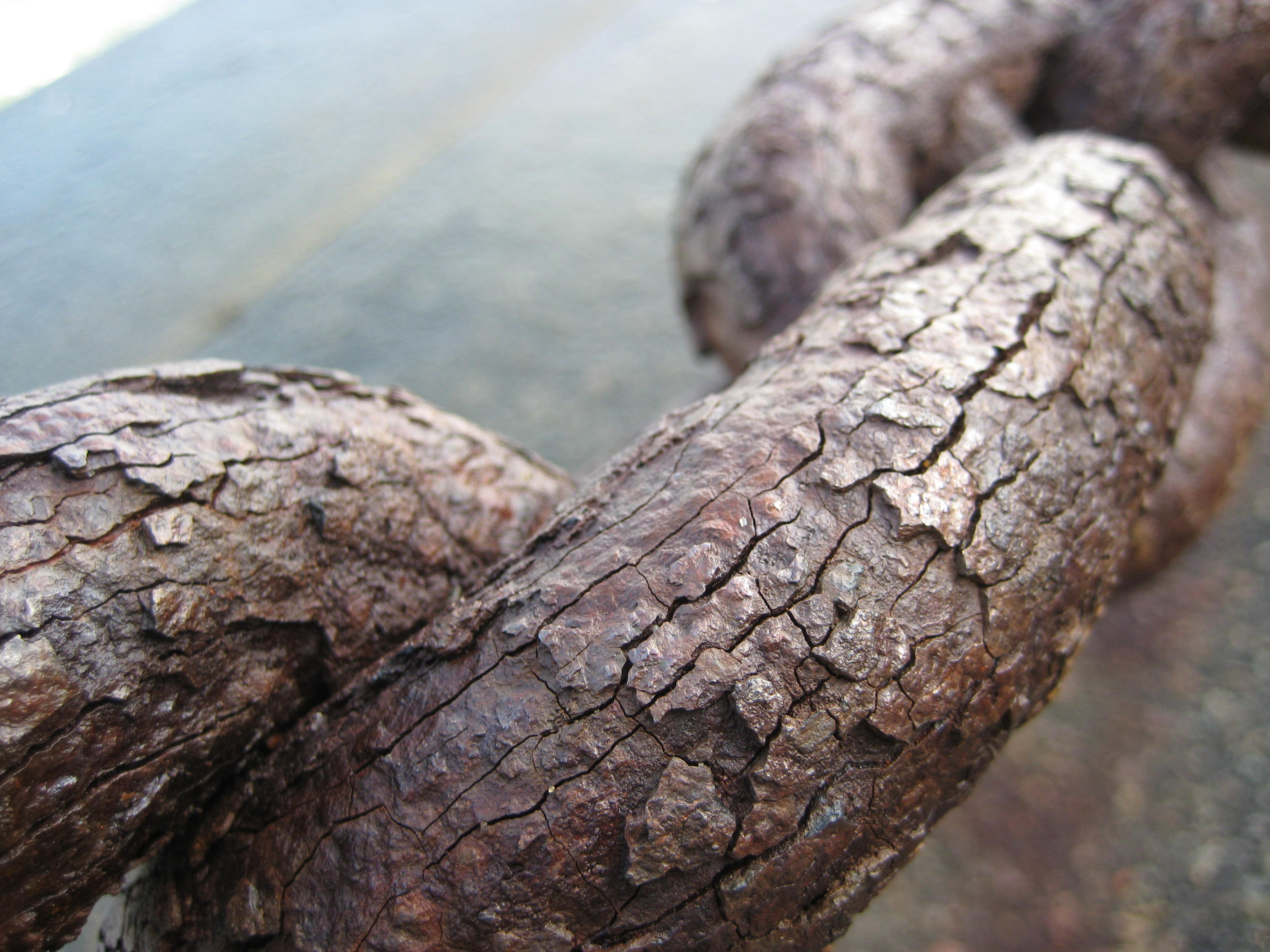
ماکروفوتوگرافی پیشروی اکسيدوزی کریکون زنجیره‌ها
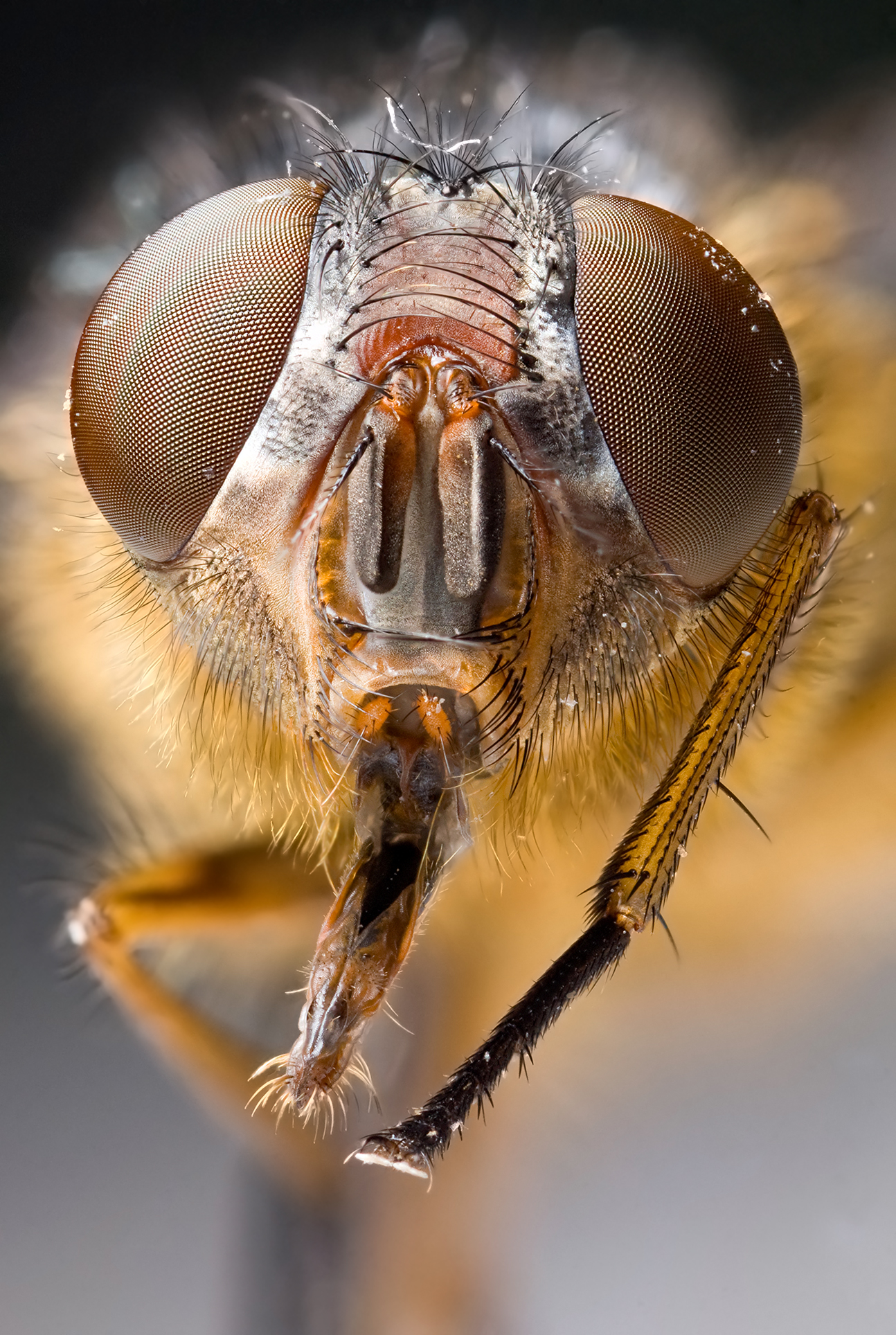
سر مگس ویرونرا - نمونه‌ای از عکاسی ماکرو
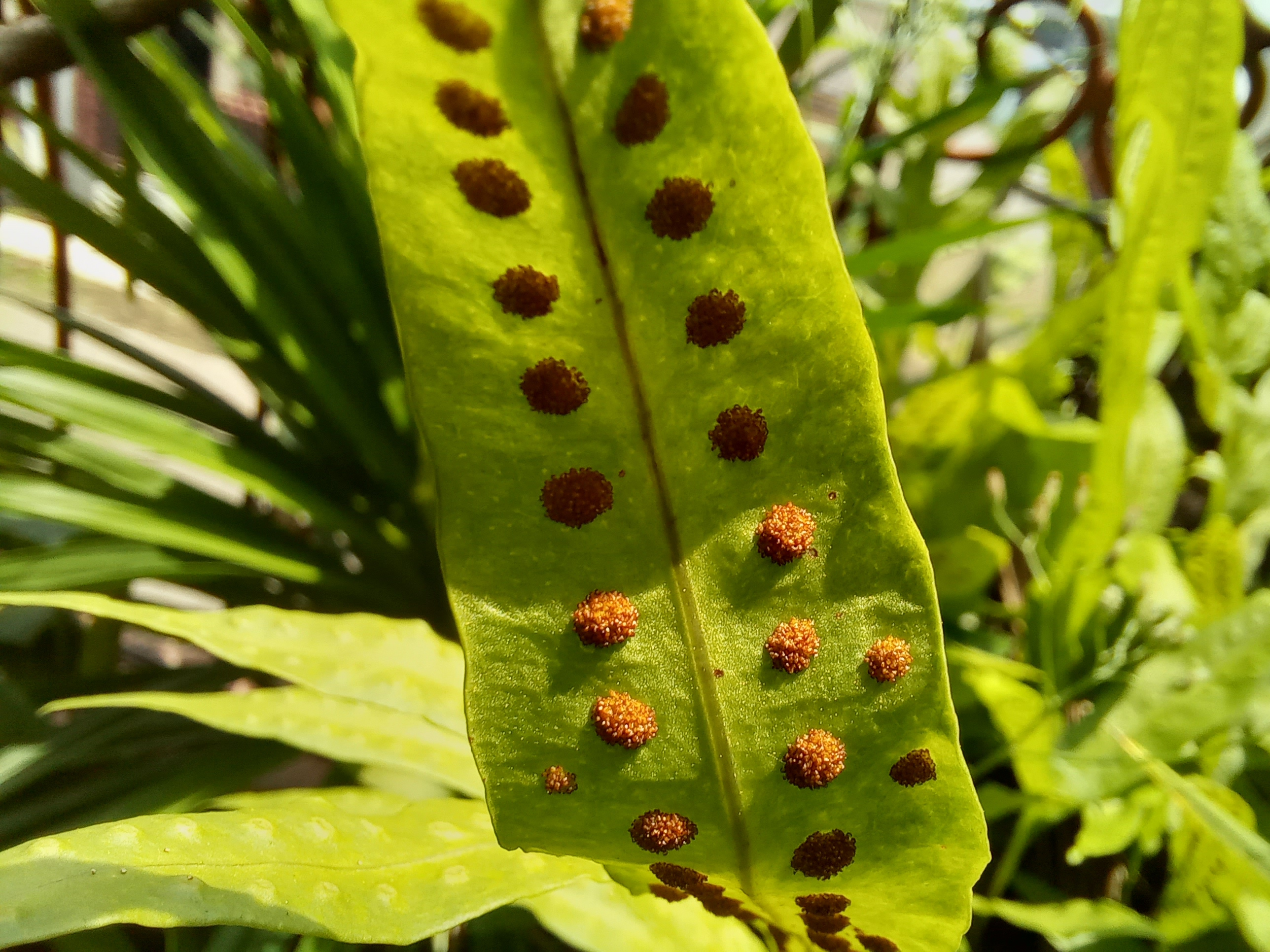
عکس ماکرو از سرخس سوروس با استفاده از نسبت تصویر 4:3
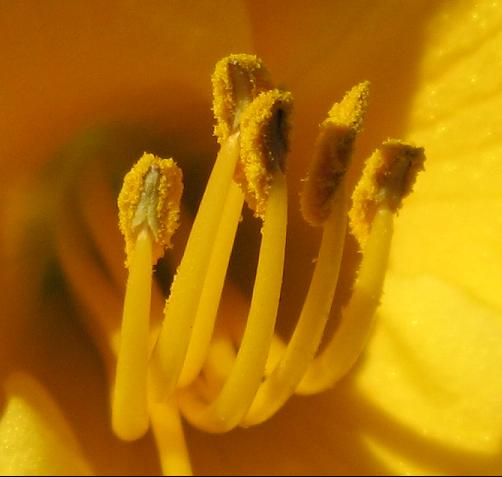
عکس ماکرو از پرچم‌های یک گل
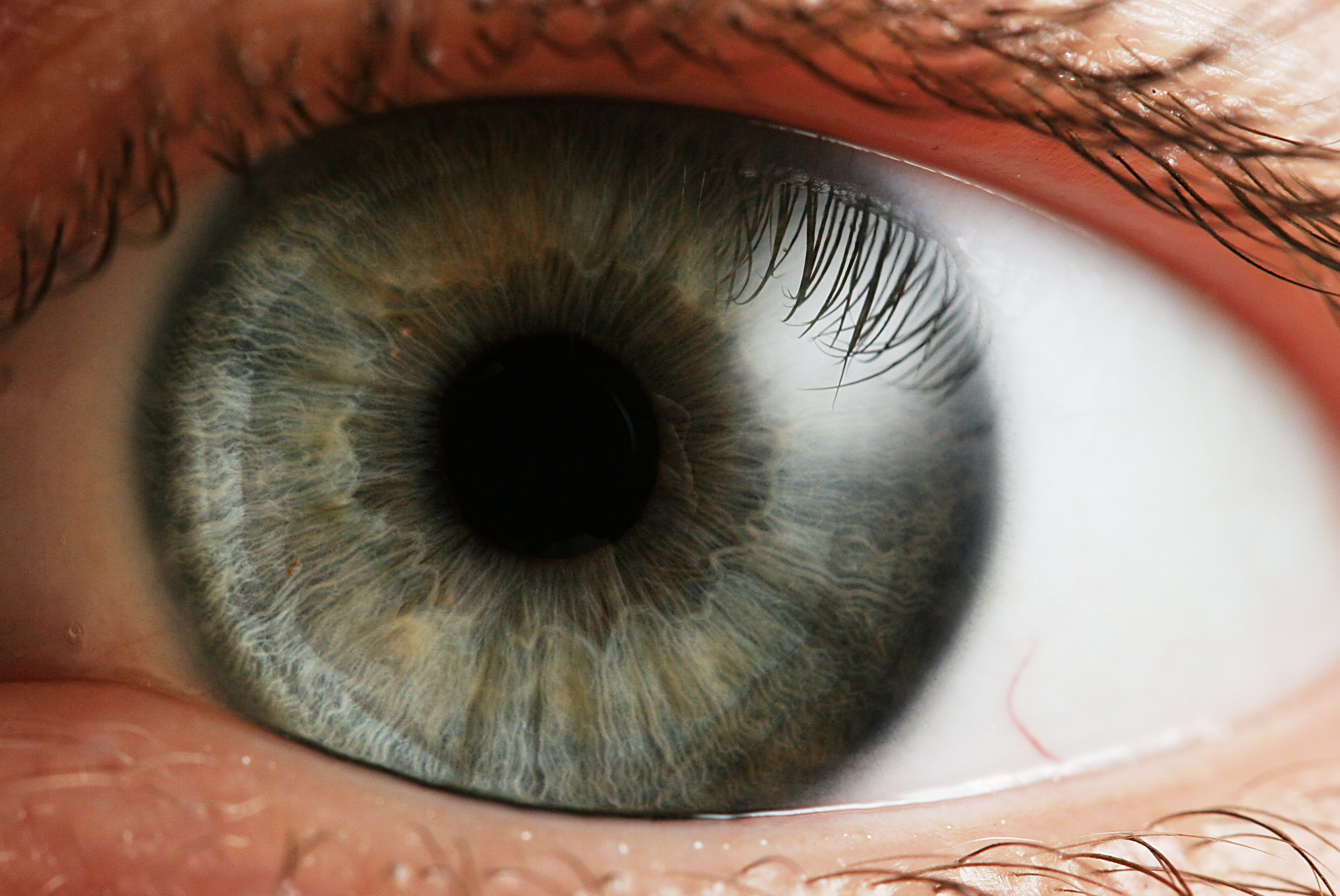
چشم انسان
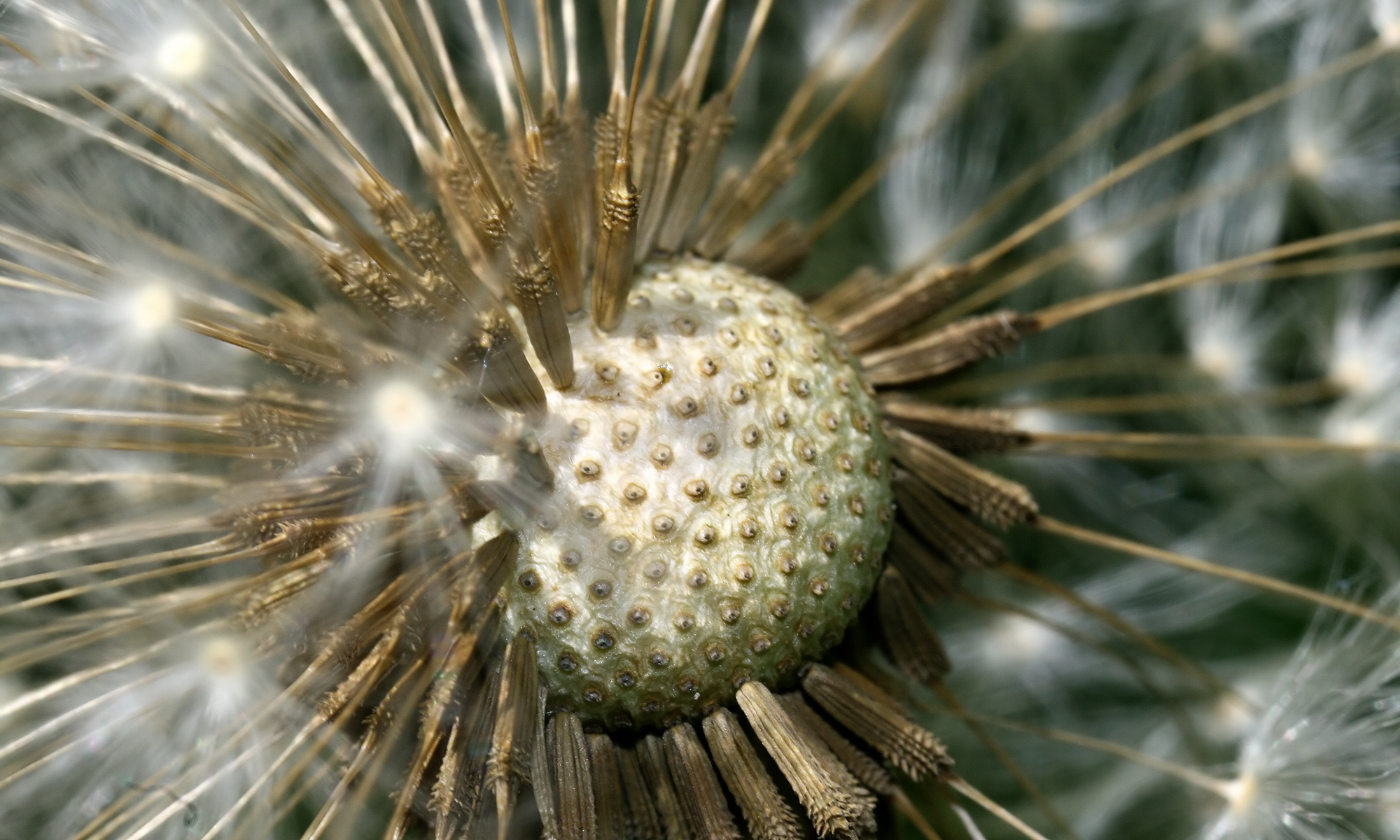
گیاه تاراگزاکوم